# Чилье
Чилье (итал. Cigliè) — коммуна в Италии, располагается в регионе Пьемонт, в провинции Кунео.
Население составляет 186 человек (2008 г.), плотность населения составляет 37 чел./км². Занимает площадь 5 км². Почтовый индекс — 12060. Телефонный код — 0174.
Покровителями коммуны почитаются святые апостолы Пётр и Павел, празднование в последнее воскресение июня.

## Демография
Динамика населения:

## Администрация коммуны
- Официальный сайт: http://www.comune.ciglie.cn.it/